# Japonska književnost
Japonska književnost (japonsko 日本の文学) zajema obdobje skoraj 2 tisočletij. Na začetek je nanjo močno vplival kulturni stik s Kitajsko in kitajsko književnostjo, vendar se je japonska književnost razvila v svoji smeri, čeprav je vpliv Kitajske in njene književnosti ostal prisoten vse do konca obdobja Edo.
Ko je Japonska v drugi polovici 19. stoletja (z obdobjem Meidži) odprla tujini in vzpostavila trgovske in politične stike z zahodom, je prišla v stik tudi z evropskimi književnostmi. Od takrat evropske in ameriške književnosti močno vplivajo na razvoj Japonske.

## Zgodovina
Japonsko književnost delimo na 3 večja zgodovinska obdobja in nekaj manjših.

### Starejša književnost (do 894)
Razvoj pisave na Japonskem se je pričel z vpeljavo kitajskih pismenk. Pred tem drugega sistema pisave ni bilo. Kitajske pismenke so bile uporabljane bodisi za zapis klasične kitajščine, bodisi za zapis japonščine, vendar s posebnimi elementi, ki so zapis s kitajskimi pismenkami prilagajali japonski skladnji. Rezultat tega je bil stavek, ki je bil videti kitajski, a se je bral kot japonščina. Nekatere kitajske pismenke so bile kasneje prirejene za zapis japonskih obrazil in sklonskih členkov. Najzgodnejša oblika zlogovne pisave se imenuje man'jōgana: izbrana pismenka se je uporabljala za vselej isti zlog. Ta sistem je vodil v oblikovanje dveh sistemov zlogovne pisave (jap. kana), hiragane in katakane, kot ju poznamo še danes.

### Klasična književnost (od 894 do 1194)
V klasično japonsko književnost se večinoma prišteva dela, nastala v obdobju Heian, ki ga nekateri označujejo za zlato dobo umetnosti in književnosti. Najslovitejše delo Pripoved o princu Gendžiju avtorice Murasaki Šikibu je nastalo okrog leta 1000 (japonsko Gendži monogatari, na Slovenskem je izšel v zbirki Sto romanov pod naslovom Princ in dvorne gospe) in se ga obravnava kot vrhunec hejanskega leposlovja in zgodnji primer leposlovnega dela v obliki romana. Med pomembnejša dela tega obdobja prištevamo tudi Kokin Vakašū (905,  pesniška zbirka pesmi vaka) in Zapiske izpod vzglavja (jap. Makura no soši, okoli 990), ki jih je napisala Sei Šonagon, sodobnica Murasaki Šikibu, v obliki esejističnih utrinkov o življenju, ljubezni in zabavi plemičev na dvoru. V tem času je vladarski sloj podpiral pesnike, ki so bili po večini dvorjani. Ta poezija je izžarevala plemiško ozračje, bila je elegantna, sofisticirana in retorično dovršena.

### Srednjeveška književnost (od 1195 do 1600)
Srednjeveška japonska književnost je pod močnim vplivom budizma (in zenovskega budizma) in pogostih vojn ter spopadov, ki so vodili v razvoj bojevniškega razreda, vojnih zgodb, zgodovinskih in podobnih del. Najpomembnejša dela tega obdobja so Vzpon in padec hiše Taira (Hejke monogatari, 1371), Hōdžōki od Kamo no Čōmeja (1212) in Curezuregusa Jošide Kenkoja (1331).
Ena izmed pomembnih književnih oblik, ki so nastale v tem obdobju, je tudi renga, verižna pesem, in gledališče No. Oba sta se zelo hitro razvijala v sredini 14. stoletja, v zgodnjem obdobju Muromači.
Veliko književnih zvrsti se je rodilo v obdobju Edo, ko so se začele razvijati tudi prve knjižnice in knjižni trg.

### Zgodnja moderna književnost (od 1600 do 1868)
Obdobje Edo je čas miru. Razvile so se umetniške oblike, ki so zadovoljevale okuse meščanstva, kot na primer gledališče Kabuki, joruri. V tem obdobju je živel tudi sloviti avtor haikuja, Macuo Bašō, ki je napisal Oku no Hosomiči 奥の細道 – dnevnik popotnika. To je bil čas, ko se je razcvetela umetnost lesorezov (ukioje). Najbolj poznan umetnik je Hokusai s serijo z naslovom 36 pogledov na goro Fudži.

### Meidži, Taišo in zgodnja književnost Šova (od 1868 do 1945)
Obdobje Meidži zaznamuje ponovno odprtje Japonske svetu in zelo hitro industrializacijo. Seznanitev z evropsko književnostjo je prinesla novi veter v pesništvo in prozo. Zvrstilo se je več obdobij: realizem, klasicizem (v tem je delovala tudi ena izmed redkih ženskih pisateljic - Higuči Ičijo), romantika, naturalizem, proletarska književnost, humanizem, neo-realizem.

### Povojna književnost (od 1945)
Poraz Japonske v drugi svetovni vojni je vplival na japonsko književnost. Avtorji so pisali o porazu, izgubljenem upanju ... Najbolj znani povojni pisci so: Jukio Mišima, Abe Kobo, Jasunari Kavabata (Nobelova nagrada za književnost leta 1968), Šusaku Endo, Kenzaburo Oe (Nobelova nagrada za književnost leta 1994).
Ob prehodu v 21. stoletje se je sprožila polemika, ali ob naraščujoči popularnosti oblik sodobne zabave, kot sta manga in anime, kakovost japonske književnosti nemara ne upada.

## Znani pisatelji in njihova dela
Macuo Bašo 松尾 芭蕉 (1644-1694) je ob Kakinomotu no Hitomaru največji japonski pesnik. Po rodu je bil iz samurajske družine. Bil je samotar in popotnik, učen in razgledan humanist ter najpomembnejši pesnik haikujev. Tej obliki je dal resnobnejši ton in haiku povzdignil na raven miniaturne besedne umetnine. Opeva naravo, v kateri odkriva vesoljne zakone in vesoljno modrost.

## Slovarček
Haiku 俳句 je trivrstiča japonska pesniška oblika, ki obsega le 17 zlogov. Prvi in tretji verz imata po pet zlogov, drugi sedem. Haiku skrajno zgoščeno prikazuje trenutek iz narave, ki se povezuje z dogajanji v človekovi notranjosti. Prvi verz idealnega haikuja ponazarja osnovno podobo, ozračje, naznačitev čustva oziroma misli; ta podoba se včasih logično, včasih presenetljivo dopolni z zadnjim verzom, v osrednjem verzu pa je izraženo tisto, kar sproži, privede do take dopolnitve. Haiku je tematsko svoboden, zelo pogosto pa vsebuje besedo, ki se navezuje na določen letni čas. Taka beseda lahko označuje rastlino ali žival, naravni pojav, človeško dejavnost ali slovesnost.
Tanka (tudi Vaka) je tradicionalna japonska pesniška oblika, ki vsebuje pet verzov: prvi in tretji verz imata pet zlogov, drugi, četrti in peti pa sedem. Gre torej za izjemno kratko pesniško obliko, ki temelji na skrajni zgoščenosti izraza. Tanka sodi še danes med najpopularnejše pesniške oblike na Japonskem. Njen pomen je mogoče primerjati s pomenom soneta za Evropejce. Tanka je oblikovno ostala nespremenjena do današnjih dni, pogosto pa sta se spreminjala njena vsebina in občutje. Iz tanke sta se pozneje razvili renga (»verižna pesem«) in haiku.
Anime アニメ je risani film ali serija, ki je nastala na Japonskem, japonska risanka. Večina animejev ima določene vizualne in vsebinske podobnosti, še vedno pa ostaja mnogo odstopanj - v grobem so za animeje značilne temne obrobe oseb in predmetov v ospredju, nesorazmerno velike oči ter izogibanje kontrastnemu ločevanju likov na absolutno dobre in slabe.
Manga 漫画 je japonska beseda, ki pomeni strip. Kot tudi besedo anime, smo jo v Amerikah in Evropi prevzeli kot termin, ki označuje zgolj na japonskem nastale stripe. Medtem ko je branje mang na Slovenskem še vedno subkultura in drag hobi, so na japonskem čtivo, po katerem posega takorekoč vsak in zajemajo vse žanre, ki se v tisku lahko pojavijo. Od drame, komedije, znanstvene fantastike, do navodil o kuhanju ali pornografije.